# Warp Shift
Warp Shift — это инди-игра и головоломка, выпущенная на мобильные устройства iOS 26 мая 2016 года и Android — 20 июля 2016 года. Также она вышла 27 марта 2018 года на портативные устройства Nintendo Switch. В Warp Shift игрок управляет девочкой по имени Пи, которая оказывается запертой вне пространства и времени и должна выбраться путём решения головоломок. Сами уровни представлены серией ячеек, которые игрок должен перемещать в правильном порядке за минимальное количество ходов, чтобы обеспечить проход к порталу.
Разработкой игра занималась шведская независимая студия ISBIT Games, издателем выступила немецкая компания Fishlabs, известная созданием серии мобильных игр — космических шутеров Galaxy On Fire. Warp Shift стала их первой игрой в жанре головоломки. Игра задумывалась, как способ отвлечься от повседневного стресса, разработчики сделали особый акцент «на гармоничной презентации, красивой графике и умеренно сложной головоломке». После выпуска, игровые СМИ сравнивали эстетику игры с Monument Valley.
Оценки игры можно охарактеризовать в целом, как положительные, хотя средняя оценка на Nintendo Switch была ниже, чем на iOS — 74 балла против 80 баллов из 100 возможных по данным агрегатора Metacritic. Игровые критики в целом похвалили игру за её визуальную эстетику и сбалансированную сложность головоломок, хотя некоторые критики осудили отсутствие в игре кнопки отмены хода.

## Игровой процесс

Демонстрация прохождения уровня

Warp Shift представляет собой головоломку, разделённую на пять разных миров, с 15 уровнями на каждом. Для того, чтобы открыть доступ к следующим уровням, игрок должен набрать три звезды, которые можно получить, совершив минимальное количество ходов. Игра в самом начале сообщает, сколько игрок может сделать ходов, пока он не потеряет звезду. Согласно сюжету, героиня по имени Пи забредает в руины неизвестной цивилизации, оставившей после себя высокоразвитые технологии. Пи оказывается запертой в камере, существующей вне времени и пространства и должна выбраться от туда, пройдя все уровни.
Прохождение уровня представлено рядом ящиков-ячеек, внутри которых героиня по может перемещаться, если между ячейками есть проходы. Игрок может «прокруткой» перемешать цепочку из ящиков в вертикальном и горизонтальном направлении, чтобы образовать нужный проход к выходу — порталу к следующему уровню, заключённому в одном из ящиков. Прокрутка и передвижение Пи рассматривается игрой, как совершение хода. По мере прохождения, головоломки усложняются путём введения новых механик. Например необходимость активировать рычаги для открытия порталов, добыча ключей или объединение проходов по признаку правильного цвета. Данные головоломки сами по себе не сложны, однако основной элемент сложности связан прежде всего с необходимостью совершить как можно меньше ходов, чтобы получить звёзды.

## Критика
| Сводный рейтинг      | Сводный рейтинг              |
| Агрегатор            | Оценка                       |
| -------------------- | ---------------------------- |
| Metacritic           | 80/100 (iOS) 74/100 (Switch) |
| Иноязычные издания   |                              |
| Издание              | Оценка                       |
| AppAdvice            | 90 %                         |
| Pocket Gamer         | [ 8 ]                        |
| Digitally Downloaded | [ 9 ]                        |
| IGN Spain            | 7,2/10                       |
| NintendoWorldReport  | [ 11 ]                       |
| Nintendo Life        | 70 %                         |

Оценки игры можно охарактеризовать в целом, как положительные, хотя средняя оценка на Nintendo Switch была ниже, чем на iOS — 74 балла против 80 баллов из 100 возможных по данным агрегатора Metacritic.
Критик сайта Appadvice назвал Warp Shift «великолепной головоломкой, заставляющей мыслить нестандартно, и рекомендовал её, как обязательную игру для поклонников данного жанра». Он также назвал игру визуально красивой с впечатляющими и нарисованными вручную пейзажами, а плавное и удобное управление передаёт чувство, будто управляемая девочка «живёт» на экране. Одновременно сам игровой процесс со временем становится довольно сложным. Критик сайта Pocket Gamer также назвал Warp Shift «винегретом идей, завёрнутых в великолепную головоломку, вспыхивающую, как только вы начинаете в неё играть. Частично представляя собой головоломку о раздвижных блоках, частично о согласовании цветов и воплощая идеи „Portal“, конечный продукт получился приятными приключением премиум класса, способным удержать игрока в напряжении до нескольких дней». Критик в целом назвал игру приятной головоломкой со сбалансированной сложностью.
Рецензент сайта Gamezebo заметил, что Warp Shift развивается, как любая типичная головоломка, в начале предлагая простые уровни, но чья сложность постепенно повышается «до уровня головной боли». «При этом сами по себе головоломки не сложны, но счётчик в верхнем левом углу, отсчитывающий количество ходов очевидно воплощает коварную сущность „Warp Shift“». Критик назвал серьёзным недостатком отсутствие «кнопки отмены», а также указал не неясность роста кривой сложности, заметив, что «один уровень может оставлять впечатления почти непроходимого, а за ним последует лёгкий уровень». Тем не менее он признался, что Warp Shift сумела предоставить довольно освежающий взгляд на головоломку и грамотно совмещает разнообразные механики для построения уровней.
Критик NintendoWorldReport обозревая версию для Nintendo Switch в целом похвалил Warp Shift за проработанность и поэтапное усложнение головоломок, однако он назвал игру нереиграбельной. Также рецензент похвалии игру за управление, адаптированное на портативную приставку и возможность сенсорного управления без джойстиков Joy-Con. Представитель сайта Nintendo Life заметил, что управление джойстиками чувствуется в начале странно, но качественно реализовано, хотя игрой можно управлять через сенсорный экран. Однако критик занизил игре оценку за отсутствие кнопки отмены, что особенно становится проблематичным на последних уровнях игры, требующих множество раз перезапускать уровень.